# بالاتون

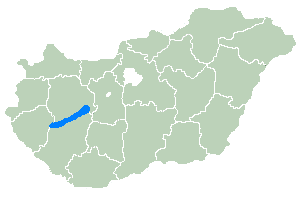
موقع بحيرة بالاتون

بالاتون (Balaton) هي بحيرة عذبة المياه في غرب المجر. وهي أكبر بحيرة في وسط أوروبا وأحد مقاصد السياح. يبلغ طول البحيرة 79 كم بعض متوسط قدره 7,8 كم. المساحة الإجمالية تبلغ 594 كم^2 وهو بهذا أكبر من بحيرة جنيف ب 14 كم^2.
ينكمش عرض البحيرة خلال شبه جزيرة تينهاي في الثلث الثاني للتمدد الشرقي-الغربي إلى 1,3 كم. متوسط العمق يبلغ 3,25 م والعمق الأقصى يبلغ 12,5 م. هذا العمق القليل يسهل انتشار الحرارة وتصل درجات حرارة الماء في البحيرة صيفا إلى أكثر من 30 درجة مئوية.

## أعلام
- جنسريق